# Areia de Baraúnas
Areia de Baraúnas là một đô thị thuộc bang Paraíba, Brasil. Đô thị này có diện tích 96,342 km², dân số năm 2007 là 2340 người, mật độ 24,3 người/km².